# Niklas Krog
Niklas Krog, född 4 mars 1965 i Lund, är en svensk författare.
Han har bland annat skrivit böcker i fantasygenren, men även historisk skönlitteratur och lättlästa böcker. Han satt från 2007 till 2020 på stol nummer sex i Svenska barnboksakademien.
Hans första publicerade roman var korstågsromanen Under Guds himmel som gavs ut 1996. Under tiden skrev han på sin första fantasybok En krigares hjärta som tog fyra år att skriva och gavs ut 1997. En krigares hjärta var den första boken i Krogs fantasyserie Trilogin om Frihetskrigen, som utspelar sig i fantasilandet Unadan. Den andra boken En magikers styrka gavs ut 1999, och den tredje boken En härskares själ gavs ut 2001. 
År 2000 gav Krog ut Gudarnas son, en historisk ungdomsroman och den första boken i hans serie om Janus, en ung soldat i Alexander den store armé under fälttågen.
2001 nominerades Krog till Nordiska barnbokspriset.
I sin ungdom spelade Krog basket med A-landslaget, juniorlandslaget, och tog SM-guld med Alvik Basket 1986. Hösten 2008 skrev Krog en ungdomsbok om basket som heter Ingen rädsla. Fortsättningen kom våren 2010 och heter Turk & Ayla. Den följdes av Turk & Ayla - Sista skottet 2011. Nästa ungdomsroman om basket, som släpptes i september 2012, hade titeln Turk och Timotej - En natt, där Timotej är Lina Forss romanfigur, och Krog och Forss skrev boken tillsammans. 2019 utkom en tredje bok om Turk och Ayla, med titeln Slutet. Krog har även skrivit en annan bokserie om basket som heter BBK Storm. Den första boken i den serien publicerades 2020.
2010 gavs första boken av tio i Krogs fantasyserie Legenden om Tann ut. I denna serie återvänder Krog till Unadan och huvudkaraktären från boken Tanarog Yxkämpen (2007), dvärgen Tanarog (Tann).
Tillsammans med Maria Björn har Krog skrivit ungdomsromanen Kickboxaren som gavs ut 2013, samt de fristående fortsättningarna Fightern (2015) och Slutkampen (2016). 
Våren 2022 gavs Krogs Skuld. Akko 1291 ut, en korstågsroman i en planerad serie om huvudkaraktären, Orm Junger.

### Trilogin om Frihetskrigen
1. En krigares hjärta (1997)
2. En magikers styrka (1999)
3. En härskares själ (2001)

Fristående böcker om Unadan:
1. Den stora fredens krig (2004) - Fristående berättelse från Frihetskrigens Unadan
2. Tanarog Yxkämpen (2007) - Fristående berättelse från Unadans barndom
3. Krigarens väg (2007) - Fristående fortsättning på En krigares hjärta

### Janus
1. Gudarnas son (2000)
2. Till världens ände (2001)
3. Den sista striden (2002)
4. Kampen om tronen (2006)

### Yumi och den magiska världen Loophole
1. Loophole: Drakmagi och saftsmugglare (2004)
2. Magiväktare och sköldpaddspirater (2006)

### Trilogin om Biko - Krigare utan minne
1. Krigare utan minne (2008)
2. I krigarens spår (2010)
3. Krigarens sista strid (2010)

### Turk och Ayla
- Ingen rädsla (2008)
- Turk & Ayla (2010)
- Turk & Ayla - Sista skottet (2011)
- Turk & Timotej - En natt (2012) med Lina Forss
- Turk & Ayla - Slutet (2019)

### Kickboxaren
- Kickboxaren med Maria Björn (2013)
- Fightern (Kickboxaren 2) (2015) med Maria Björn
- Slutkampen (Kickboxaren 3) (2016) med Maria Björn

### Legenden om Tann
1. Legenden om Tann - Skogsflickan (2010)
2. Legenden om Tann - Bestens håla (2010)
3. Legenden om Tann - Drakmötet (2011)
4. Legenden om Tann - Nidaros vrede (2011)
5. Legenden om Tann - Dräparen (2012)
6. Legenden om Tann - Havet (2012)
7. Legenden om Tann - Ömannen (2013)
8. Legenden om Tann - Faram den store (2013)
9. Legenden om Tann - Dvärgarna (2014)
10. Legenden om Tann - Trollkrig (2014)

### Lättläst fantasy
- Draksvärdet (2000)
- Häxmästarens skugga (2003) - Fristående fortsättning på Draksvärdet
- Det mystiska skeppet (2005)
- Det magiska molnet (2007) - Fristående fortsättning på Det mystiska skeppet
- Häxmästaren (2014)
- Trollstaven (2015) (Häxmästaren 2 - Trollstaven)
- Slukaren (2015) (Häxmästaren 3 - Slukaren)
- Slutstriden (2016) (Häxmästaren 4 - Slutstriden)

### Berättelsen om Hjälmen
1. Karavanen (2019)
2. Skölden (2019)
3. I öknens hjärta (2019)
4. Blodskeppet (2020)

### BBK Storm
1. En foul för mycket (2020)
2. Ilska och slutspel (2021)
3. Försvar är enkelt (2021)
4. Basket är inte roligt (2022)

### Legenden om Orm Junger
1. Skuld: Akko 1291. (2022)
2. Hämnd: Kairo 1293. (2023)
3. Vrede: Jerusalem 1297. (2024)
4. Heder: Tabriz 1300. (2025)

### Övriga
- Under Guds himmel (1996)
- Jor & Ka (1998)
- Den röda planeten (2000)
- Fångön (novell, utgiven i novellsamlingen Onsdagslegender 2005)
- Stormdrake (novell, utgiven i novellserien Mix novell - fantasy 2011)
- Nattbuss 198 (2015)
- Ingenmansland (2016) - Fristående fortsättning på Nattbuss 198
- Stilla ligger Kyrksjön (novell, utgiven i novellsamlingen Höstväsen : skräckberättelser 2017)